# Ghost Pilots
Ghost Pilots (ゴースト・パイロット?, Gōsuto Pairotto) è un videogioco per arcade di tipo sparatutto a scorrimento verticale, edito nel 1991 da SNK. Contiene degli elementi simili alla serie di 194X della Capcom, ma in questo caso viene controllato un idrovolante.

## Trama
Durante la Seconda Guerra Mondiale, un ambizioso generale nazista invia le sue forze contro gli Alleati. Due piloti assi freelance, Tom Phillips e Charlie Stingley, soprannominati "Ghost Pilots", partono a bordo dei loro idrovolanti per combattere le forze dell'Asse.

## Modalità di gioco
Prima di iniziare una fase, il giocatore deve scegliere uno dei due tipi di bomba. In una delle due fasi successive alla prima, il giocatore ha anche la possibilità di scegliere un terzo tipo di bomba unico (bomba al napalm nella fase di attacco terrestre e mine antiuomo nella fase di attacco aereo). All'inizio della partita, un giocatore inizia con tre bombe e può collezionarne fino a un massimo di nove. In una partita a due giocatori, entrambi i giocatori non possono scegliere lo stesso tipo di bomba.
Durante una fase, il giocatore può manovrare l'idrovolante nell'area, sparare proiettili e lanciare le bombe scelte in quantità limitata. I nemici sono carri armati, cannoniere, jet e diverse altre unità. Sparare a una fila di aerei rossi garantisce potenziamenti collezionabili per una potenza di fuoco più potente e diffusa, bombe aggiuntive e vite extra. L'eliminazione di alcuni nemici di medie dimensioni conferisce stelle bonus collezionabili per un punteggio aggiuntivo. Il giocatore perde una vita se l'idrovolante viene colpito da un proiettile o si schianta contro un nemico.
La prima fase è divisa in due parti, il che significa che non ci sono checkpoint intermedi. Quando il giocatore raggiunge un checkpoint, il punteggio complessivo aumenta. Dopo la prima fase, il giocatore può scegliere se affrontare la fase di attacco terrestre o quella di attacco aereo. La fase di attacco terrestre è composta principalmente da unità navali e terrestri, mentre la fase di attacco aereo è composta principalmente da unità aeree. Se il giocatore supera entrambe le fasi, l'ultima fase è divisa in due parti. Durante le fasi del gioco, il giocatore deve distruggere i boss sparando ai loro punti deboli più volte.

## Accoglienza
In Giappone, la rivista Game Machine elencò Ghost Pilots nel numero del 15 aprile 1991 come la diciassettesima unità arcade di maggior successo del mese. Allo stesso modo, RePlay ha riferito che era il secondo gioco più popolare in Nord America. Fin dalla sua uscita nelle sale giochi, il titolo ha ricevuto recensioni alterne e positive da parte della critica.